# Torre Belvedere
Der Torre Belvedere ist ein 24 Meter hoher Aussichtsturm oberhalb von Maloja im Schweizer Kanton Graubünden. Der Turm beherbergt ein Naturzentrum von Pro Natura mit verschiedenen Ausstellungen.

## Geschichte
Ab 1882 liess der belgische Graf Camille de Renesse die Privatresidenz Schloss Belvedere auf dem Felsriegel erbauen, der das Oberengadin vom Bergell trennt. Wegen finanzieller Schwierigkeiten blieb das Bauvorhaben jedoch unvollendet. Der Maler Giovanni Segantini wollte das Werk nicht nur vollenden, sondern einen mittelalterlichen Palast errichten. Er kam aber nicht mehr dazu, denn er starb 1899 an einer Blinddarmentzündung. Das Schloss wurde als Hotel und später als Bildungsinstitut genutzt, nach einem Brand mussten die Anbauten des Turms weitgehend abgetragen werden.
1953 erwarb die Naturschutzorganisation Pro Natura den Turm zusammen mit dem umliegenden Bergföhrenwald und den Gletschertöpfen und richtete ein Naturschutzgebiet ein.

## Gebäude
Der aus Stein erstellte Turm ist 24 Meter hoch. 112 Stufen führen zur Aussichtsplattform in 22,5 Meter Höhe. Von dieser aus bietet sich eine Aussicht über das Oberengadin sowie das Bergell. In den drei Stockwerken im Turminneren werden die Ausstellungen des Naturzentrums und weiterer Veranstalter gezeigt.

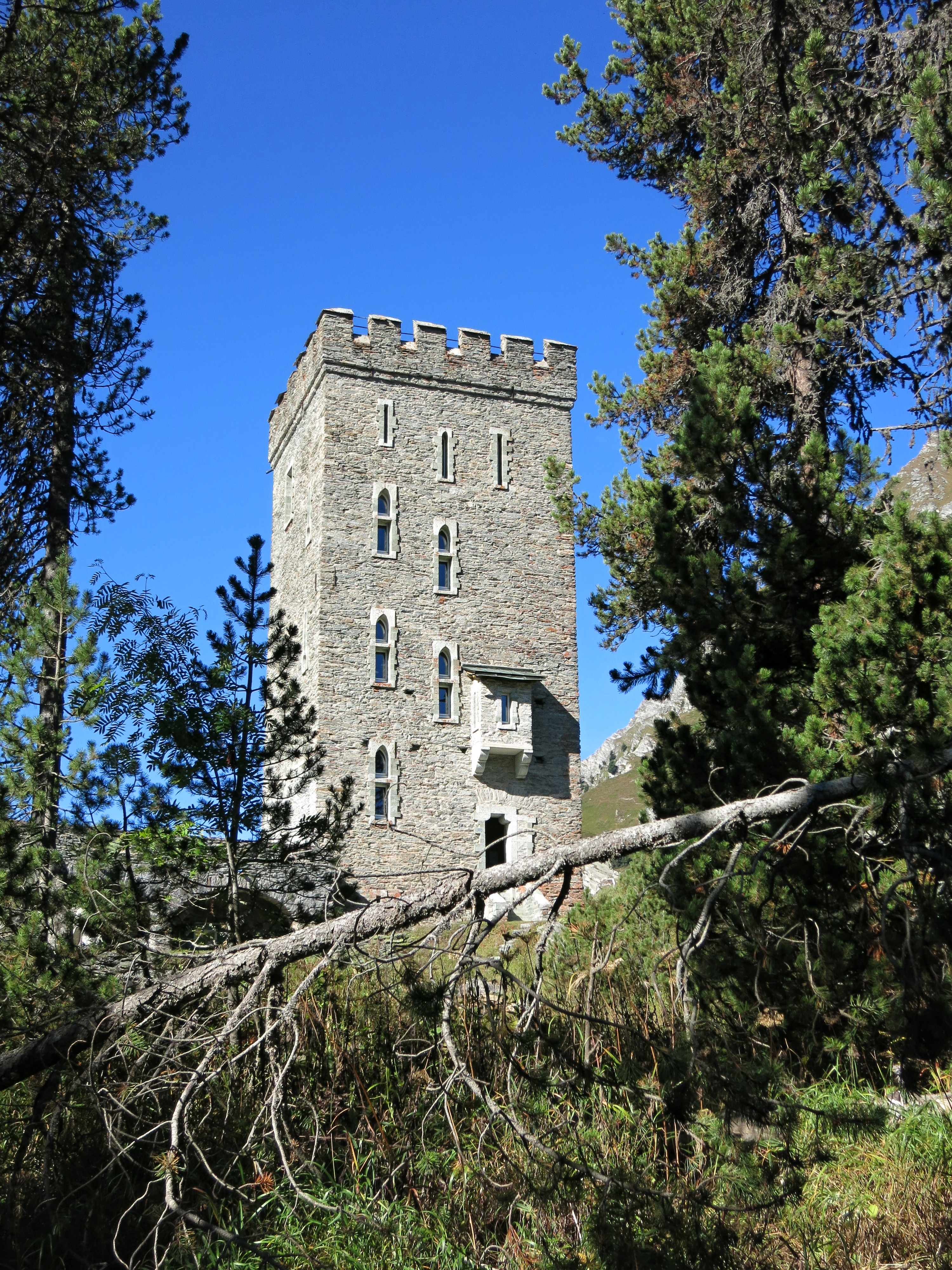
Der Turm im 2014
Der Turm im Jahr 1947 noch mit Anbauten
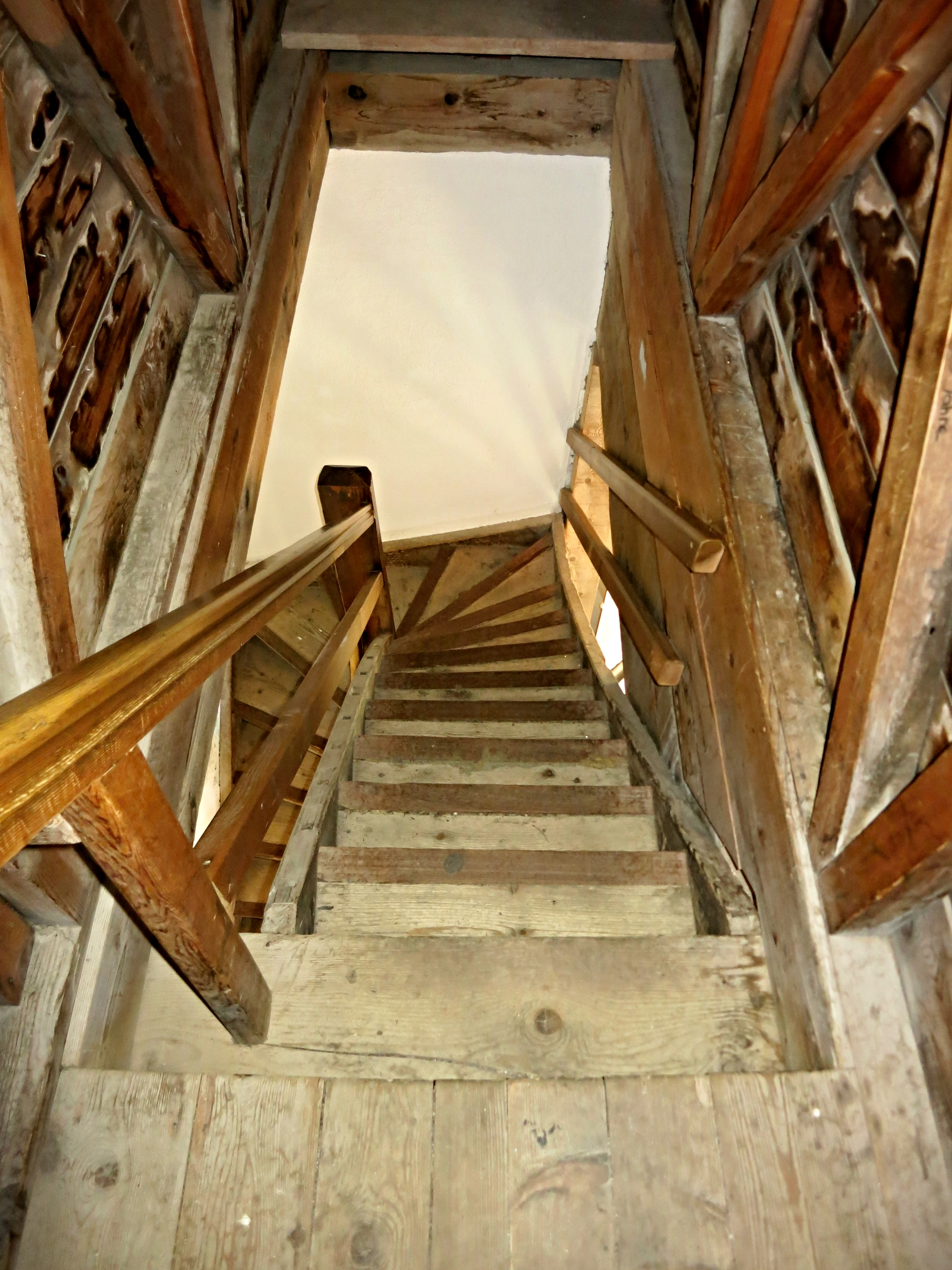
Treppen
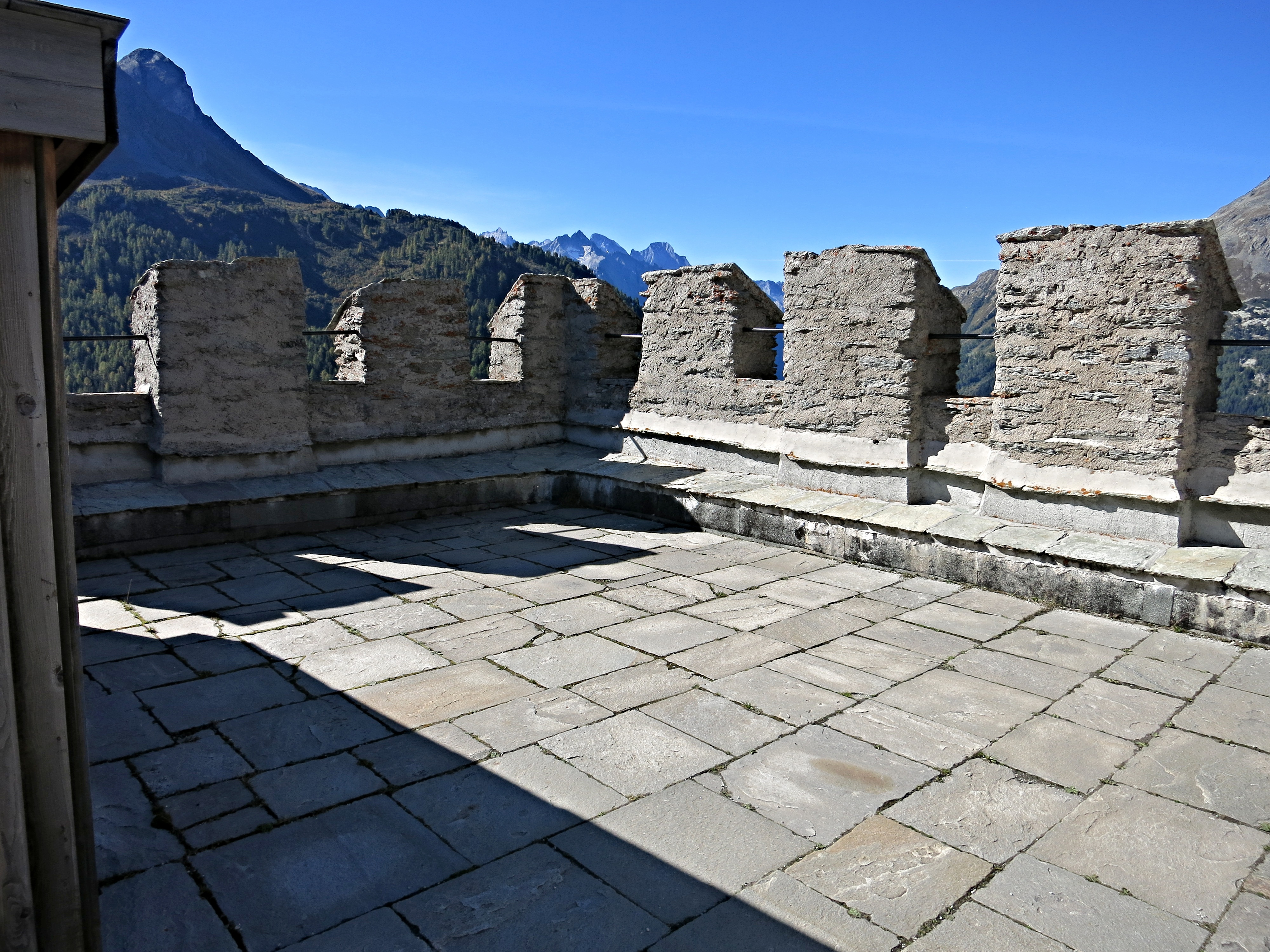
Aussichtsplattform